# Benditt

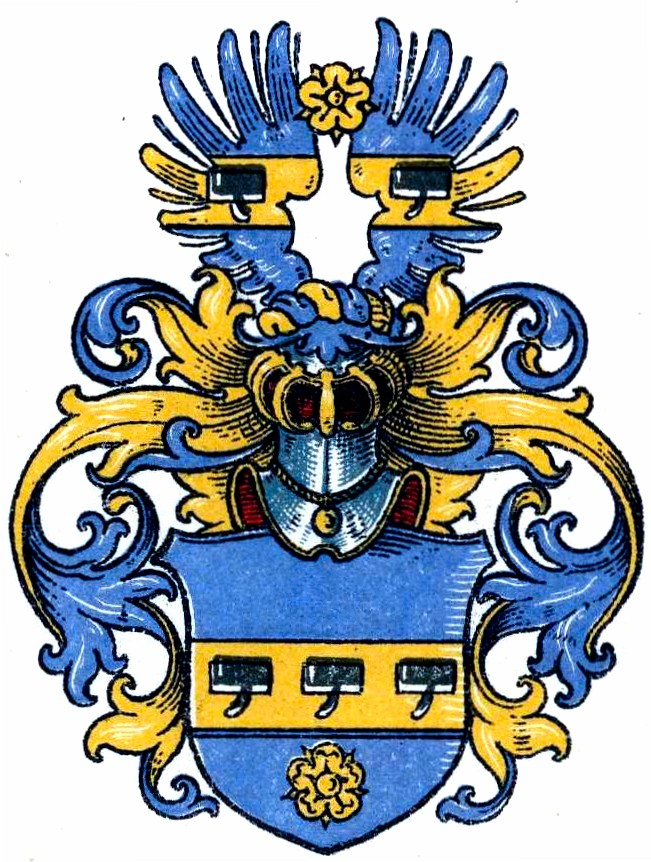
Wappen derer von Benditt

Die Herren von Benditt (auch Bendit, Benedict, Benedicten o. ä.) waren ein westfälisches Adelsgeschlecht.

## Geschichte

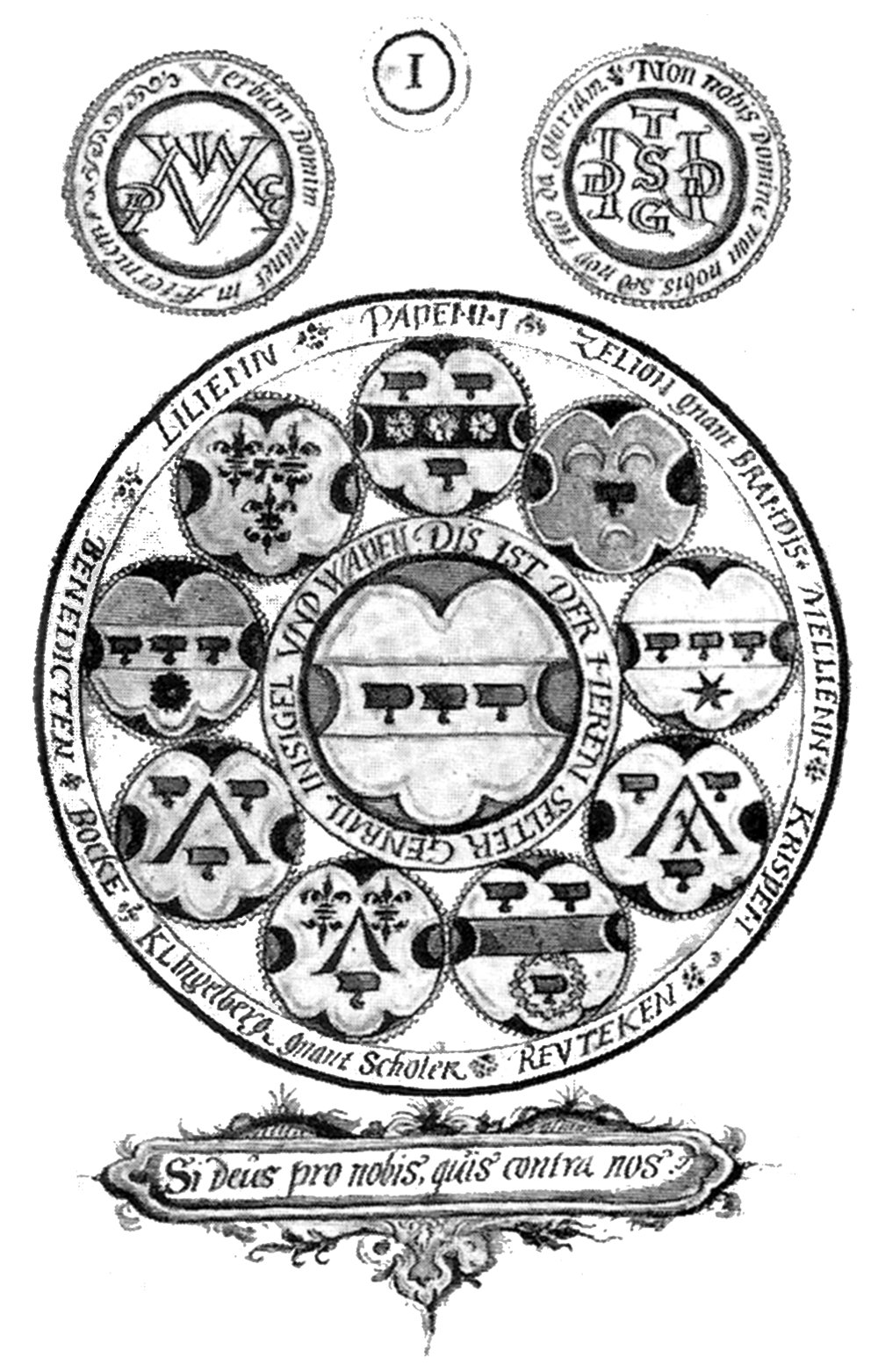
Titelblatt des Sälzerbuches von 1581. Das Wappen derer von Benditt im Kreis links.

Das Geschlecht gehörte zu den Erbsälzern, dem Patriziat der Stadt Werl. Die Benditt wurden bereits 1525 und 1627 unter den Erbsälzern erwähnt. Den Adelsstand erreichten sie jedoch erst Anfang des 18. Jahrhunderts. Am  15. April 1708 wurden sie von Kaiser Joseph I. in den erblichen Reichsadelsstand erhoben.
Als Familienmitglieder erscheinen u. a.:
- 1457: Lefart Benditt, Bürger zu Werl, wurde vom Erzbischof von Köln mit dem Hof Westrich bei Werl belehnt
- 1472: Hermann Benditt, Priester
- 1472: Evert Benditt, Sohn von Evert

Das Geschlecht erlosch 1789.

## Wappen
Blasonierung: In Blau ein goldener Balken darauf drei schwarzen Salzpfannen, darunter eine goldene Rose. Auf dem gold-blau gewulsteten Helm ein offener blauer Flug, jeder Flügel mit dem goldenen Querbalken belegt, auf dem eine schwarze Salzpfanne. Zwischen den Flügeln schwebt eine goldene Rose. Die Helmdecken sind blau-gold.
Ledebur beschreibt abweichend einen silbernen Balken und eine rote Rose.